# Oreopanax incisus
Oreopanax incisus là một loài thực vật có hoa trong Họ Cuồng cuồng. Loài này được (Willd. ex Schult.) Decne. & Planch. mô tả khoa học đầu tiên năm 1854.